# Габровска област
Габровска област (буг. Област Габрово) се налази у северном делу Бугарске. Ова област заузима површину од 2,023 km² и има 142.850  становника. Административни центар Габровске области је град Габрово.

## Списак насељених места у Габровској области
Градови су подебљани

### Општина Габрово
Анђелов,
Армените,
Баевци,
Баланите,
Балиновци,
Банковци,
Бекриите,
Беломажите,
Бобевци,
Богданчовци,
Боженците,
Бојновци,
Болтата,
Борики,
Борското,
Брнеците,
Бјалково,
Бојчета,
Велковци,
Ветрово,
Влајчовци,
Врабците,
Враниловци,
Валков Дол,
Габрово,
Гајкини,
Гајтаните,
Гарван,
Геновци,
Генчовци,
Гергини,
Гледаци,
Горнова Могила,
Грблевци,
Габене,
Дебел Дјал,
Џумриите,
Дивеци,
Донино,
Драгановци,
Драганчетата,
Драгиевци,
Драгомани,
Думници,
Езерото,
Живко,
Жалтеш,
Здравковец,
Зелено Дрво,
Златевци,
Иванили,
Иванковци,
Иглика,
Източник,
Камешица,
Карали,
Киевци,
Кметовци,
Кметчета,
Кози Рог,
Колишовци,
Копчелиите,
Костадините,
Костенковци,
Лесичарка,
Лоза,
Малини,
Междени,
Мечковица,
Милковци,
Михајловци,
Мичковци,
Мрахори,
Музга,
Малуша,
Николчовци,
Новаковци,
Овоштарци,
Орловци,
Парчовци,
Пејовци,
Пенковци,
Петровци,
Пецовци,
Попари,
Поповци,
Прахали,
Пртевци,
Продановци,
Поток ,
Рајновци,
Раховци,
Рачевци,
Редешковци,
Рујчовци,
Рјазковци,
Свинарски Дол,
Седјанковци,
Сејковци,
Семерџиите,
Смиловци,
Солари,
Спанци,
Спасовци,
Старилковци,
Стефаново,
Стоевци,
Стојчовци,
Стоманеците,
Саботковци,
Стојковци,
Тодоровци,
Торбал'жите,
Трапесковци,
Трнито,
Узуните,
Фрговци,
Харачерите,
Цвјатковци,
Чавеи,
Черневци,
Читаковци,
Тодорчета,
Чукилите,
Чарково,
Червена Локва,
Шарани,
Шипчените,
Јаворец,
Јанковци,
Јасените

### Општина Дрјаново
Балванците,
Банари,
Бучуковци,
Царева Ливада,
Ганчовец,
Геша,
Глушка,
Гоздејка,
Големи Балгарени,
Горњи Врпишта,
Гостилица,
Горња,
Денчевци,
Длагња,
Добрените,
Доњи Врпишта,
Доњи Драгојча,
Доча,
Дрјаново,
Дурча,
Заја,
Игнатовци,
Искра,
Каломен,
Караиванца,
Катранџии,
Керека,
Косарка,
Куманите,
Мали Балгарени,
Маноја,
Пејна,
Петковци,
Плачка,
Радовци,
Ритја,
Руња,
Русиновци,
Саласука,
Скалско,
Славејково,
Соколово,
Сјаровци,
Туркинча,
Чуково,
Шушња,
Јантра

### Општина Севлијево
Агатово,
Батошево,
Бериево,
Боазот,
Богатово,
Бурја,
Балгари,
Војнишка,
Валевци,
Горња Росица,
Градиште,
Градница,
Дамјаново,
Дебелцово,
Дисманица,
Добромирка,
Душево,
Душевски Колиби,
Дјалак,
Енев Рт,
Идилево,
Карамичевци,
Кастел,
Коријата,
Кормјанско,
Крамолин,
Крушево,
Крвеник,
Купен,
Ловнидол,
Малиново,
Мали Вршец,
Мариновци,
Младен,
Млечево,
Петко Славејков,
Попска,
Рјаховците,
Севлијево,
Сенник,
Стоките,
Столот,
Селиште,
Табашка,
Тумбалово,
Трхово,
Угорелец,
Хирево,
Шопите,
Шумата

### Општина Трјавна
Армјанковци,
Азманите,
Бангејци,
Бахреци,
Белица,
Бижовци,
Брежниците,
Брдени,
Веленци,
Велково,
Велчовци,
Генчовци,
Глутниците,
Горњи Дамјановци,
Горњи Радковци,
Даевци,
Димиевци,
Добревци,
Доњи Ратковци,
Дончовци,
Драгневци,
Драндарите,
Дрвари,
Даскарите,
Енчовци,
Зеленика,
Јововци,
Кашенци,
Керените,
Киселковци,
Кисијците,
Коевци,
Којчовци,
Кољу Ганев,
Конарското,
Кресљувци,
Крстец,
Мали Станчовци,
Малчовци,
Маневци,
Матешовци,
Милевци,
Мрзеци,
Неновци,
Никачковци,
Николаево,
Ножерите,
Носеите,
Околиите,
Ошаните,
Павлевци,
Планинци,
Плачковци,
Побак,
Попгергевци,
Престој,
Радевци,
Радино,
Раевци,
Рајнушковци,
Ралевци,
Рачовци,
Рашовите,
Руевци,
Свирци,
Сечен Камак,
Скорците,
Стајновци,
Станчов Хан,
Стражата,
Стрмци,
Томчевци,
Трјавна,
Фревци,
Фртуни,
Христовци,
Чакалите,
Черноврх,
Јабалковци,
Јавор